# 新空間アルゴリズム
『新空間アルゴリズム』（しんくうかんアルゴリズム）は、2018年3月14日に発売された、スキマスイッチの7枚目となるオリジナルアルバム。

## 解説
- セルフカバー・アルバム『re:Action』から約1年1か月ぶりのリリースだが、オリジナルアルバムとしては、6thアルバム『スキマスイッチ』から約3年3か月ぶりのリリースとなる。
- 通常盤・初回生産限定盤・ファンクラブ限定DELUXE盤の3種同時発売。市販される作品においてファンクラブ限定盤が存在するのは、スキマスイッチとしては初。
- 全国ツアー「SUKIMASWITCH TOUR2018 "ALGOrhythm"」バックステージ招待応募券封入。
- 対象店舗で購入すると「スキマスイッチ直筆メッセージ入り特製アナザージャケット」が先着でプレゼントされた。
- iTunes Storeでアルバム単位で購入した場合は、バンドル特典として「この闇を照らす光のむこうに-スキマスイッチver.- (2017.12.28 COUNTDOWN JAPAN 17/18＠幕張メッセ国際展示場)」が付属される[2]。
- 2018年11月3日にアナログレコード盤をリリース。スキマスイッチとして初のレコード作品となる。アナログ盤にのみ配信シングル「未来花(ミライカ) for Anniversary」が収録される。
- アルバムのテーマは「原点回帰」。テクニックや経験値で曲を作れるようになったことで「少し難解な方向へ向かってしまっているというか、ある部分ではお客さんを少し置き去りにしている部分があったかもしれない」と考え、初期三部作の頃にようなマインドでアルバムを作ることを心掛けたという[3]。
- 前作『スキマスイッチ』が「シングルをリリースした後にアルバムをリリースしてツアーに挑むというルーティーンを繰り返しながら作品を作ってきた集大成」であるのに対して、今作は「アルバムを引っさげていないツアー「POPMAN’S CARNIVAL」や、コンセプトアルバム『re:Action』、カヴァーライヴ「THE PLAYLIST」などといった新しい取組みから受けた刺激をぶつけて制作した作品」とされている[3]。
- 後のインタビューで常田は「他のアルバムに比べると重い1枚」、大橋は「地に足がついている感じ」と語っている[4]。

## 収録曲
- 全作詞・作曲：スキマスイッチ

1. リチェルカ  –  (4:38)[1]
  - 25thシングル「ミスターカイト/リチェルカ」収録
2. LINE (shinku-kan mix)  –  (4:42)[1]
  - 23rdシングル「LINE」収録
3. パーリーǃパーリーǃ  –  (3:52)[1]
  - AOKI「フレッシャーズ」CMソング
  - テーマは「ライヴ」[3]。
  - 「ライヴの後半で盛り上がれる曲をもっと増やしても良いよね」というアイデアから作り出した楽曲[3]。
  - 本作の中ではスピード完成した楽曲[3]。
  - タイトルを付けた当初、大橋はしっくり来ていなかったことを明かしている[4]。
4. ミスランドリー  –  (2:58)[1]
  - フランソアCMソング[5]
  - カントリー調の楽曲[3]。
  - 「違和感」を意識して制作されておりボーカルの処理が他楽曲とは異なる[3]。
  - 歌詞は、前作に収録された「life×life×life」と同様に、桑田佳祐の「鏡」をモチーフにしている[4]。
  - 20周年記念のベストアルバム『POPMAN'S WORLD -Second-』のDisc2「TKY selection」に収録されている。オリジナルアルバムに必ず入るカントリー調の曲の中で比較的新しいものとして選曲された[6]。
5. Revival  –  (4:33)[1]
  - テレビ朝日系 土曜ナイトドラマ『おっさんずラブ』主題歌[7]。
  - 全国東宝系映画『劇場版 おっさんずラブ 〜LOVE or DEAD〜』主題歌[8]。
MVはドラマ版『おっさんずラブ』のロケ地で撮影され、ドラマの監督を務めたYuki SaitoがMVの監督を担った。終盤には田中圭がカメオ出演している[9]。
公式とは別に、テレビ朝日による『おっさんずラブバージョンMV』も製作され、スキマスイッチがドラマにゲスト出演したシーンが使われた[10]。
  - テーマは「バンドサウンド」[3]。
  - カヴァーライヴ「THE PLAYLIST」のバンドメンバーでレコーディングされた[3]。
  - コンセプト・アルバム『スキマノハナタバ 〜Love Song Selection〜』にも収録。
6. 未来花  –  (5:57)[1]
  - ジョンソン・エンド・ジョンソン「アキュビュー 春は夕暮れ編」CMソング[2]
  - ジョンソン・エンド・ジョンソン「アキュビュー 私らしく篇」CMソング
  - 読みは「ミライカ」。
  - テーマは「名前を呼ぶこと」[3]。
  - デモは2015年から存在していた。デモの時点で二人とも大変気に入り、リリースのタイミングを探っていた[3]。
  - 今作に収録するバラードについて話合う中で「“未来花”みたいな曲を」と話していたことから「「“未来花”みたい」と言っている時点で、それを越えることも出来ないだろうし、“未来花”の代わりに作られた曲も可哀想」と考えるようになり、今作への収録が決まった[3]。
  - ボーカルとピアノのみの構成については、槇原敬之の「素直」に影響を受けていることを明かしている[11]。
  - 後のインタビューで、コブクロの黒田俊介から絶賛されたことを明かしている[4]。
7. ミスターカイト (shinku-kan mix)  –  (4:45)[1]
  - 25thシングル「ミスターカイト/リチェルカ」収録
8. Baby good sleep  –  (4:13)[1]
  - JR HAKATA CITY 7th ANNIVERSARY「アートアクアリウム展 2018 〜博多・金魚の祭〜 &ナイトアクアリウム」イメージソング[12]
  - KATSU-do配給映画『サクらんぼの恋』主題歌[13]
  - 洋楽のサウンド感を意識して制作された[3]。
  - コンセプトは「バンドミュージック」[4]。
  - スキマスイッチの作品としては珍しく英詞が使われている[3]。
  - デモ自体は2015年から存在していた[14]。
9. さよならエスケープ  –  (4:09)[1]
  - 25thシングル「ミスターカイト/リチェルカ」収録
10. リアライズ  –  (7:51)[1]
  - ピアノのリフレインから作られた楽曲[15]。
  - 常田曰く「スキマの中で1、2を争うスケール感のデカい曲」[6]。
  - また、別のインタビューでは「重すぎてなかなかライブで演奏できない楽曲」とも語っている。大橋も「歌うときも「よしこれを歌うんだ」と襟を正す感じ」と明かしている[4]。
  - 大橋曰く「シンタワールド」な楽曲[15]。
  - 『POPMAN'S WORLD -Second-』のDisc3「SNT selection」に収録されている。常田は「15周年記念公演「SUKIMASWITCH 15th Anniversary Special at YOKOHAMA ARENA 〜Reversible〜」のアンコールの情景が印象深い」と語っている[6]。

## 特典DVD

### 初回限定盤
- 「LINE」ビデオクリップ
- 「ミスターカイト」ビデオクリップ
- 「この闇を照らす光のむこうに-スキマスイッチver.-」(2017.12.28 COUNTDOWN JAPAN 17/18@幕張メッセ国際展示場)
- 「新空間アルゴリズム」Special Interview

### ファンクラブ限定DELUXE盤
- スキマスイッチ2017ライブセレクションfor DELUXE
  - 「ガラナ」(2017.2.12 星屑の隙間に木村基博@大阪城ホール)
  - 「ハナツ」(2017.2.12 星屑の隙間に木村基博@大阪城ホール)
  - 「ボクノート」(2017.8.12 ROCK IN JAPAN FESTIVAL 2017@国営ひたち海浜公園)
  - 「SL9」(2017.9.3 SENDAI OTO Festival 2017@セキスイハイムスーパーアリーナ)
  - 「ココロシティ」(2017.9.24 メ～テレ秋まつり2017@久屋大通公園)
  - 「ゴールデンタイムラバー」(2017.12.28 COUNTDOWN JAPAN 17/18@幕張メッセ国際展示場)

### バンドメンバー
- COUNTDOWN JAPAN 17/18
  - 村石雅行：Drums
  - 種子田健：Bass
  - 石成正人：Guitar, Chorus
  - 田中義人：Guitar, Chorus
  - 浦清英：Keyboards
- ROCK IN JAPAN FESTIVAL 2017
  - 村石雅行：Drums
  - 種子田健：Bass
  - 石成正人：Guitar, Chorus
  - 浦清英：Keyboards
  - 松本智也：Percussion, Chorus
  - 本間将人：Sax
  - 田中充：Trumpet

## アナログ盤

### 解説
2018年「レコードの日」対象商品としてリリースされた、スキマスイッチ初のアナログレコード。5月に配信リリースされた「未来花(ミライカ) for Anniversary」が追加収録されている。

### 収録曲
全作詞・作曲：スキマスイッチ
SIDE A
1. リチェルカ
2. LINE (shinku-kan mix)
3. パーリーǃパーリーǃ

 SIDE B
1. ミスランドリー
2. Revival
3. 未来花

SIDE C
1. ミスターカイト (shinku-kan mix)
2. Baby good sleep
3. さよならエスケープ

SIDE D
1. リアライズ
2. 未来花 for Anniversary

## 参加ミュージシャン
1. リチェルカ
  - 大橋卓弥：Vocal, Chorus, Acoustic Guitar
  - 常田真太郎：Piano, Other Instruments
  - 村石雅行：Drums
  - 紺野光広：Bass
  - 石成正人：Electric Guitar
  - 本間将人：Alto Sax
  - 田中充、吉澤達彦：Trumpet
  - 鹿討奏：Trombone
  - 弦一徹ストリングス：Strings
2. LINE (shinku-kan mix)
  - 大橋卓弥：Vocal, Chorus, Acoustic Guitar
  - 常田真太郎：Piano, Other Instruments
  - 佐野康夫：Drums
  - 西川進：Electric Guitar
3. パーリー! パーリー!
  - 大橋卓弥：Vocal, Chorus, Acoustic Guitar
  - 常田真太郎：Piano, Chorus, Other Instruments
  - 玉田豊夢：Drums
  - 鹿島達也：Bass
  - 田中義人：Electric Guitar
  - 本間将人：Tenor Sax
  - Luis Valle, 中野勇介：Trumpet
  - 鹿討奏：Trombone
  - 弦一徹ストリングス：Strings
  - 飯島絵莉子, 俵宏之, 上村潤, 小澤咲, 森本和之：Chorus
4. ミスランドリー
  - 大橋卓弥：Vocal, Chorus, Acoustic Guitar
  - 常田真太郎：Piano, Other Instruments
  - 村石雅行：Drums
  - 種子田健：Bass
  - 山本タカシ：Acoustic Guitar
5. Revival
  - 大橋卓弥：Vocal, Chorus, Acoustic Guitar
  - 常田真太郎：Piano, Organ, Other Instruments
  - 吉田佳史 (TRICERATOPS)：Drums
  - 紺野光広：Bass
  - 山本タカシ：Electric Guitar
6. 未来花
  - 大橋卓弥：Vocal
  - 常田真太郎：Piano
7. ミスターカイト (shinku-kan mix)
  - 大橋卓弥：Vocal, Chorus
  - 常田真太郎：Piano, Other Instruments
  - 村石雅行：Drums
  - 種子田健：Bass
  - フジイケンジ (The Birthday)：Electric Guitar
  - 弦一徹ストリングス：Strings
8. Baby good sleep
  - 大橋卓弥：Vocal, Chorus, Acoustic Guitar
  - 常田真太郎：Piano, Wurlitzer, Other Instruments
  - 吉田佳史 (TRICERATOPS)：Drums
  - 紺野光広：Bass
  - 山本タカシ：Electric Guitar
9. さよならエスケープ
  - 大橋卓弥：Vocal, Chorus, Acoustic Guitar
  - 常田真太郎：Piano, Organ, Other Instruments
  - 佐野康夫：Drums
  - 沖山優司：Bass
  - 山口周平：Electric Guitar
  - 本間将人：Alto Sax
  - Luis Valle, 河合わかば：Trumpet
  - 弦一徹ストリングス：Strings
10. リアライズ
  - 大橋卓弥：Vocal, Chorus, Acoustic Guitar
  - 常田真太郎：Piano, Organ, Other Instruments
  - 江口信夫：Drums
  - 山口寛雄：Bass
  - 山本タカシ：Electric Guitar
  - 弦一徹ストリングス：Strings

## ライブ映像作品
| 曲名               | 発売年 | 作品名                                                                                             |
| ------------------ | ------ | -------------------------------------------------------------------------------------------------- |
| リチェルカ         | -      | →「 リチェルカ#ライブ映像作品 」を参照                                                             |
| LINE               | -      | →「 LINE#ライブ映像作品 」を参照                                                                   |
| パーリーǃパーリーǃ | 2019年 | SUKIMASWITCH TOUR 2018 "ALGOrhythm" THE MOVIE                                                      |
| パーリーǃパーリーǃ | 2020年 | スキマスイッチ TOUR 2019-2020 POPMAN'S CARNIVAL vol.2 THE MOVIE                                    |
| パーリーǃパーリーǃ | 2021年 | スキマスイッチ2021ライブ&ドキュメンタリーfor DELUXE                                                |
| ミスランドリー     | 2019年 | SUKIMASWITCH TOUR 2018 "ALGOrhythm" THE MOVIE                                                      |
| Revival            | 2019年 | SUKIMASWITCH TOUR 2018 "ALGOrhythm" THE MOVIE                                                      |
| Revival            | 2019年 | SUKIMASWITCH 15th Anniversary Special at YOKOHAMA ARENA 〜Reversible〜 THE MOVIE                   |
| Revival            | 2020年 | スキマスイッチ TOUR 2019-2020 POPMAN'S CARNIVAL vol.2 THE MOVIE                                    |
| Revival            | 2020年 | Streaming LIVE "a la carte 2020" 〜実際にやってみた!〜 THE MOVIE                                   |
| Revival            | 2021年 | スキマスイッチ TOUR 2020-2021 Smoothie THE MOVIE                                                   |
| Revival            | 2021年 | スキマスイッチ2021ライブ&ドキュメンタリーfor DELUXE                                                |
| Revival            | 2023年 | 「スキマスイッチ “Live Full Course 2022” 〜 20年分のライブヒストリー 〜」（2022.12.22 日本武道館） |
| Revival            | 2023年 | DELUXE FAN CLUB EVENT TOUR V.I.P. Vol.4                                                            |
| Revival            | 2024年 | スキマスイッチ 20th Anniversary "POPMAN'S WORLD 2023 Premium" THE MOVIE 〜HOBO KANZENBAN〜         |
| Revival            | 2024年 | Augusta Camp 2023 〜SUKIMASWITCH 20th Anniversary〜                                                |
| 未来花             | 2019年 | SUKIMASWITCH TOUR 2018 "ALGOrhythm" THE MOVIE                                                      |
| 未来花             | 2019年 | SUKIMASWITCH 15th Anniversary Special at YOKOHAMA ARENA 〜Reversible〜 THE MOVIE                   |
| 未来花             | 2020年 | Streaming LIVE "a la carte 2020" 〜実際にやってみた!〜 THE MOVIE                                   |
| 未来花             | 2020年 | スキマスイッチ “Soundtrack” THE MOVIE                                                              |
| 未来花             | 2021年 | スキマスイッチ2021ライブ&ドキュメンタリーfor DELUXE                                                |
| 未来花             | 2024年 | スキマスイッチ 20th Anniversary "POPMAN'S WORLD 2023 Premium" THE MOVIE 〜HOBO KANZENBAN〜         |
| ミスターカイト     | -      | →「 ミスターカイト#ライブ映像作品 」を参照                                                         |
| Baby good sleep    | 2019年 | SUKIMASWITCH TOUR 2018 "ALGOrhythm" THE MOVIE                                                      |
| Baby good sleep    | 2023年 | スキマスイッチ TOUR 2022 “café au lait” THE MOVIE                                                  |
| さよならエスケープ | -      | →「 さよならエスケープ#ライブ映像作品 」を参照                                                     |
| リアライズ         | 2019年 | SUKIMASWITCH TOUR 2018 "ALGOrhythm" THE MOVIE                                                      |
| リアライズ         | 2020年 | SUKIMASWITCH 15th Anniversary Special at YOKOHAMA ARENA 〜Reversible〜 THE MOVIE                   |

## 他のアルバムへの収録
| 曲名                 | 発売年 | 作品名                                                                 | 分類             |
| -------------------- | ------ | ---------------------------------------------------------------------- | ---------------- |
| リチェルカ           | -      | →「 リチェルカ#収録アルバム 」を参照                                   | -                |
| LINE                 | -      | →「 LINE#収録アルバム 」を参照                                         | -                |
| パーリー！パーリー！ | 2018年 | SUKIMASWITCH TOUR 2018 "ALGOrhythm"                                    | ライブ           |
| パーリー！パーリー！ | 2020年 | スキマスイッチ TOUR 2019-2020 POPMAN'S CARNIVAL vol.2                  | ライブ           |
| ミスランドリー       | 2018年 | SUKIMASWITCH TOUR 2018 "ALGOrhythm"                                    | ライブ           |
| ミスランドリー       | 2023年 | POPMAN'S WORLD -Second-                                                | ベスト           |
| Revival              | 2018年 | SUKIMASWITCH TOUR 2018 "ALGOrhythm"                                    | ライブ           |
| Revival              | 2018年 | スキマノハナタバ 〜Love Song Selection〜                               | コンセプト       |
| Revival              | 2019年 | Revival-おっさんずラブEdition-                                         | 配信・コンセプト |
| Revival              | 2019年 | SUKIMASWITCH 15th Anniversary Special at YOKOHAMA ARENA 〜Reversible〜 | ライブ           |
| Revival              | 2020年 | スキマスイッチ TOUR 2019-2020 POPMAN'S CARNIVAL vol.2                  | ライブ           |
| Revival              | 2021年 | スキマスイッチ TOUR 2020-2021 Smoothie                                 | ライブ           |
| Revival              | 2021年 | Weather Song of スキマスイッチ                                         | プレイリスト     |
| Revival              | 2023年 | POPMAN'S WORLD -Second-                                                | ベスト           |
| Revival              | 2024年 | Lovin' Song                                                            | シングル         |
| Revival              | 2024年 | スキマスイッチ 20th Anniversary "POPMAN'S WORLD 2023 Premium"          | ライブ           |
| 未来花               | 2018年 | 未来花 for Anniversary                                                 | 配信シングル     |
| 未来花               | 2018年 | スキマノハナタバ 〜Love Song Selection〜                               | コンセプト       |
| 未来花               | 2018年 | SUKIMASWITCH TOUR 2018 "ALGOrhythm"                                    | ライブ           |
| 未来花               | 2019年 | SUKIMASWITCH 15th Anniversary Special at YOKOHAMA ARENA 〜Reversible〜 | ライブ           |
| 未来花               | 2023年 | POPMAN'S WORLD -Second-                                                | ベスト           |
| 未来花               | 2024年 | Anniversary EP                                                         | 配信・コンセプト |
| ミスターカイト       | -      | →「 ミスターカイト#収録アルバム 」を参照                               | -                |
| Baby good sleep      | 2018年 | SUKIMASWITCH TOUR 2018 "ALGOrhythm"                                    | ライブ           |
| Baby good sleep      | 2023年 | スキマスイッチ TOUR 2022 “café au lait”                                | ライブ           |
| さよならエスケープ   | -      | →「 さよならエスケープ#収録アルバム 」を参照                           | -                |
| リアライズ           | 2018年 | SUKIMASWITCH TOUR 2018 "ALGOrhythm"                                    | ライブ           |
| リアライズ           | 2023年 | POPMAN'S WORLD -Second-                                                | ライブ           |

## カバー
未来花
- 2025年7月1日、二宮和也がカバーアルバム『〇〇と二宮と2』でカバー[16]。